# Schlagstein
Schlagstein ist ein Wohnplatz in der Gemeinde Kreuzau im Kreis Düren, Nordrhein-Westfalen. Er gehört zum Ortsteil Obermaubach.
Schlagstein hat etwas mehr als 200 Einwohner. Das kleine Dorf liegt direkt an der Rur in der Nähe des Stausees Obermaubach. Im Ort gibt es keinen Durchgangsverkehr.
Am Ortsrand befindet sich eine Haltestelle der Bahnstrecke Düren–Heimbach mit der Bezeichnung „Untermaubach/Schlagstein“. Von hier verkehrt die RB 21 der Rurtalbahn GmbH mindestens stündlich nach Düren und Heimbach.
| Linie | Verlauf | Takt                                                                      |
| ----- | --- | ------------------------------------------------------------------------- |
| RB 21 | Rurtalbahn: Düren – Annakirmesplatz – Kuhbrücke – Lendersdorf – Renkerstr/Krankenhaus – Tuchmühle – Kreuzau – Kreuzau, Eifelstraße – Üdingen – Untermaubach-Schlagstein – Obermaubach – Zerkall – Nideggen-Brück – Abenden – Blens – Hausen – Heimbach (Eifel) Stand: Fahrplanwechsel Dezember 2021 | 30 min / 60 min (SVZ) (Düren–Untermaubach) 60 min (Untermaubach–Heimbach) |

Der Campingplatz Schlagstein liegt direkt an der Rur. Er gehört dem Verein Freizeitfreunden Rurtal e. V. Am Waldrand liegen ein Waldspielplatz und das Waldheim der evangelischen Gemeinde zu Düren, welches bereits 1929 erbaut und nach dem Zweiten Weltkrieg erneuert wurde. In diesem Haus haben Generationen von Kindergartenkindern und Schüler bei Ausflügen übernachtet.

## Geschichte
Die Geschichte von Schlagstein ist eng mit der von Obermaubach verbunden. Beide Orte waren bis 1804 ein Stadtteil von Nideggen. Von 1804 bis Ende 1971 war die Gemeinde Obermaubach-Schlagstein Teil des Amtes Nideggen.
Am 1. Januar 1972 wurde die Gemeinde Obermaubach-Schlagstein nach Kreuzau eingemeindet.

## Baudenkmäler

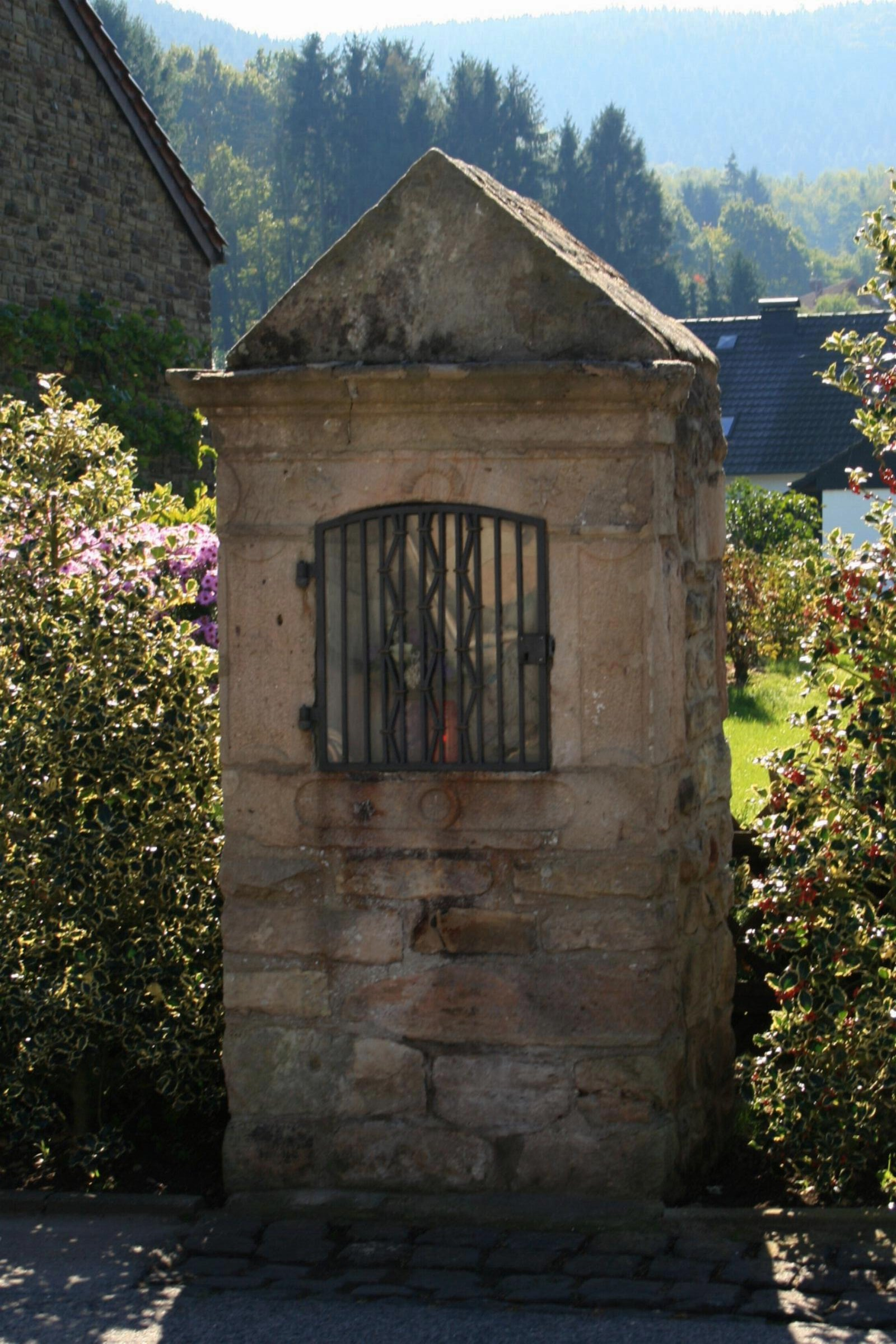
Heiligenhäuschen, erbaut 1755, in Schlagstein

In Schlagstein steht ein aus Bruchsteinen gemauertes Heiligenhäuschen aus dem Jahre 1755. Es steht unter Denkmalschutz.